# Віктор Тернер
Віктор Тернер (нім. Victor Turner; 28 травня 1920, Глазго — 18 грудня 1983, Шарлотсвілл) — британський антрополог, який здебільшого відомий завдяки дослідженням символів, ритуалів та обрядів переходу.

## Біографія
Віктор Тернер народився 28 травня 1920 року в місті Глазго (Шотландія), в родині Нормана та Віолет Тернер. Його батько був інженером, а мати — акторкою. Тернер протягом тривалого часу навчався в Лондонському університеті. Але в 1941 році був змушений перервати навчання через Другу Світову Війну, де він прослужив до 1944 року нонкомбатантом. Саме під час служби він зустрів і в 1943 році одружився з Едіт Девіс, яка народила двох дітей. Тут же в місцевій бібліотеці він знаходить праці Маргарет Мід «Coming of age Samoa» і «The Adaman Islanders» Альфреда Редкліф-Брауна, які були пізніше визнані Тернером головним поштовхом до вивчення антропології. І в 1946 році він повернувся до Університетського коледжу в Лондоні вже з наміром займатися антропологією. Після випуску з коледжу в 1949 році, Тернер продовжує її вивчати в Манчестерському університеті, де його науковим керівником став Макс Глакмен — англійський соціальний антрополог і етнограф-африканіст.
Невдовзі Глакмен допоміг Тернеру отримати грант і розпочати дослідження племені Ндембу, що в Замбії. Соціальна організація Ндембу стала предметом праці «Schism and Continuity in an African society» (в 1957 році), що було також предметом його дисертації. Спостерігаючи за цим племенем Тернер все більше цікавився різноманітними ритуалами та обрядами переходу. Саме тут він співпрацював з такими важливими постатями британської соціальної антропології як Редкліф-Браун, Мейер Фортес та Раймонд Фірс.
В 1955 році отримує ступінь доктора філософії. Але в докторській дисертації Тернера не відобразився його інтерес до ритуалів. Завдяки Максу Глакману та сутності британської соціальної антропології, Тернер відмовився від переслідування таких інтересів. Як і багато манчестерських антропологів того часу, він теж займався питаннями конфлікту, і розробив нову концепцію соціальної драми для того, щоб дати пояснення символічності конфлікту та перебігу кризи між мешканцями Ндембу.
Тернер продовжує працювати в Манчестерському університеті як діючий член наукового товариства та лектор. Невдовзі він стане провідною постаттю Манчестерської школи антропології.
З 1961 року працює в Стенфордському університеті. Йому сподобався спосіб американського наукового життя і він вирішив залишитися в Сполучених Штатах. В 1964 році переводиться до Корнельського університету. Працюючи тут він їздив до Уганди задля вивчення бантуського народу Гісу.
В 1968 році Тернер прийняв пропозицію працювати в Чиказькому університеті професором антропології та соціальної думки. Тут він приєднався до команди відомих вчених, які об'єднувалися в Комітет соціальної думки. Так його представниками були: мистецький критик Гарольд Розенберг, романіст Сауль Беллоу, філософ Ганна Арендт. Саме в Чикаго він почав досліджувати світові релігії, зокрема, паломництво християн.
В 1978 році Тернер перевівся до університету Вірджинії, де працював професором антропології та релігії.
Помер Віктор Тернер 18 грудня 1983 року в Шарлотесвілі, штат Вірджинія (США). Після його смерті його дружина Едіт Тернер продовжила свою особисту кар'єру антропологині. Вона розвинула теорію Віктора про «антропологію досвіду» роботою про «комунітас».

## Основні ідеї
Наукові роботи Тернера великою мірою базуються на ранній троїстій моделі переходу Ван Геннепа і підході Глакмана до соціальних процесів і обширного впливу ритуалів на переходи для індивідуумів і спільнот. Також його методи близькі до інтерпретативної антропології Гірца. Основним внеском Віктора Тернера в подальший розвиток антропології був розвиток поняття «лімінальність», введення поняття «communitas» (яке означає стан рівності, теплих контактів, братерства; на думку Тернера, люди завжди прагнуть до такого стану). Також Тернер досить детально дослідив природу символів традиційного суспільства Ндембу, соціальний процес паломництва та аналіз соціальної драми. Ці всі ідеї є хребтом теорії Віктора Тернера, корені якого сягають надбань британської соціальної антропології, але тим не менше є унікальним надбанням самого Віктора Тернера.

## Поняття «соціальна драма»
Поняття «соціальної драми» є чи не основним внеском Віктора Тернера в розвиток антропології. На його думку, існує так званий ендемічний конфлікт, що породжений незмінними основами існування суспільства. Вираженням цього є «соціальні драми».
Соціальна драма — метод вивчення соціальної структури суспільств через дослідження збурень, що супроводжуються або розколом цього суспільства на дві частини, або пересвареною є лише його частина, або взагалі цей конфлікт має міжособистісний характер. «Соціальна драма — обмежена ділянка прозорості на загалом непроглядній поверхні звичайного й безбарвного соціального життя». Тернер описує основні стадії перебігу таких конфліктів, що мають процесуальний характер.
Тернер виділяє такі 4 основні стадії соціальної драми які більш-менш послідовно проходять одна за одною:
1. Зрив регулярних нормативних відносин. Виникає між індивідами чи групами в межах однієї системи соціальних відносин. Проявляється в публічній суперечці, невиконанні кардинально важливої норми, яка регулює взаємодії.
2. Наростання кризи, протягом якої розрив, якщо його не було вчасно стримано в обмеженому просторі соціальних відносин, поширюється і поглиблюється, доки не стає рівно протяжним із якимось із важливих розколів у ширшому комплексі відповідних соціальних відносин, в які залучені протиборчі сторони. На цій стадії оголюється схема поточної фракційної боротьби всередині відповідної соціальної групи — села, сусідської громади або вождівства, а під нею стає видимою менш гнучка, стійкіша, але, разом із тим, поступово змінювана базова соціальна структура, що складається із постійних і узгоджених відносин.
3. Відновлювальні заходи. На цьому етапі щоб стримати поширення розриву, чільні представники соціальної групи вживають нагальних — формальних або неформальних — налагоджувальних і відновлювальних заходів. Вибір конкретних заходів залежить від таких чинників як глибина й соціальна значущість розриву, соціальна протяжність кризи, характер соціальної групи, всередині якої відбувся розрив, і міра її автономії відносно ширших систем соціальних відносин. Такими заходами можуть бути: особисті поради й неформальне посередництво, формальні юридичні й легальні механізми та виконання публічних ритуалів.
4. Реінтеграція порушеної соціальної групи або соціальне визнання нездоланності розриву між протиборчими сторонами.

Тернер зазначає, що якщо розглядати послідовність соціальних драм, що виникають в одній соціальній одиниці, кожна з них дає фактичну картину поточної стадії зрілості або занепаду соціальної структури цієї одиниці. На його думку, через соціальну драму можемо побачити в дії кардинальні принципи соціальної структури, їх переважання одне над одним у послідовні моменти часу.

## Розвиток поняття «лімінальність»
Тернер запозичив концепцію лімінальності у троїстій моделі переходу Ван Геннепа і розвинув її до повноцінного інструменту в розумінні специфічних фаз суспільного життя, коли перехід є основним процесом. Тернер стверджує, що якщо ми вважаємо структуру позицій базовою моделлю суспільства, то ми повинні розглядати період «лімінальності» як внутрішньоструктурну ситуацію. Такі періоди назначені та впорядковані законом, звичаєм, угодою, церемонією. Періоди лімінальності захопили Тернера, бо вони часто проходять зі зміною нормальних соціальних відносин. Лімінальний період характеризується не лише поза часовістю, а й тим, що на цьому етапі група перебуває ще й поза соціальною структурою. Будь-який ритуал має включати в себе три етапи: відділення (прелімінарний), проміжний (лімінарний) і включення. «Важливою частиною лімінарності є амбівалентність, так як цей проміжний стан знаходиться поза статусами і позиціями звичного культурного простору», тому що це дає людям можливість опинитися поза звичним тиском суспільства. В таких переходах глядачі стають свідками і учасниками моменту поза часом і простором, де можна побачити загальний соціальний зв'язок всіх зі всіма, який іноді нібито не існує.
У Тернера явище лімінальності виходить за межі суто маленького суспільства племені і характеризує вже сучасні релігійні процеси. Тернер був впевненим, що лімінальність не лише допомагає наголосити на важливості проміжних періодів, але й також для розуміння людських реакцій на такий досвід.
Лімінальність приносить не лише дезорієнтацію, а й нові можливості.
За словами Тернера, всі періоди лімінальності в кінцевому підсумку повинні розчинитися, бо це стан великої інтенсивності, що не може існувати дуже довго без будь-якої структури, що стабілізуватиме його. Або вони повертаються в навколишню соціальну структуру. Або лімінальні громади розвивають свою власну внутрішню соціальну структуру, цей стан Тернер називає «нормативним Communitas». За Тернером досвід комунітас — це постійний баланс між спільним і індивідуальним.

## Теорія «соціальної ідентичності»
Система соціального визначення створює і визначає особисте місце людини в суспільстві. Таке визначення задовольняє потребу у підтримці своєї самооцінки, яка великою мірою залежить від бачення людиною себе в спільноті і поза спільнотою. Віктор Тернер притримувався такої думки у своїх роботах щодо теорії соціальної ідентичності і її впливу на концепцію себе у людини. Надалі Тернер і Анрі Тешвел, який був польським соціологом, розивають у своїх роботах нову теорію самовизначення. Вона виникає з більш ранніх напрацювань щодо соціальної теорії. Тож теорія самовизначення за допомогою групи, до якої належиш, полягає у тому, що коли людина вважає, що є членом об'єднання і їй це подобається, то відбувається процес деперсоналізації. Це означає, що людина приймає шаблон усталеної поведінки групи, певний прототип, і починає робити те, що й роблять інші. Така поведінка створює: відчуття стереотипізації, позитивного відгуку від спільноти, співпрацю і альтруїзм, взаємовплив.

## Основні праці
- The Forest of Symbols: Aspects of Ndembu Ritual (1967)
- Schism and Continuity in an African Society (1968)
- The Ritual Process: Structure and Anti-Structure (1969)
- Dramas, Fields, and Metaphors: Symbolic Action in Human Society (1974)
- Image and Pilgrimage in Christian Culture (1978)
- From Ritual to Theatre: The Human Seriousness of Play (1982)
- Liminality, Kabbalah, and the Media (1985)
- The Anthropology of Performance (1986)
- The Anthropology of Experience (1986)